# Ötztalske Alpe
Ötztalske Alpe (njem. Ötztaler Alpen; tal. Alpi Venoste) su planinski lanac na granici Italije i Austrije: prirodna su granica između te dvije države. Podno planine, prema jugozapadu ka Innsbrucku, protječe rijeka Inn.
Najviši vrh tog planinskog masiva je Wildspitze (3774 m) koji je, poslije Grossglocknera, drugi po visini vrh u Austriji.
U rujnu 1991. na obroncima masiva, između vrhova Similaun i Fineilspitze, pronađen je Ledeni čovjek ili Ötzi.

## Vrhovi
| Vrh                | Visina |
| ------------------ | ------ |
| Wildspitze         | 3774 m |
| Weißkugel          | 3746 m |
| Hintere Schwarze   | 3663 m |
| Similaun           | 3603 m |
| Grosser Ramelkogel | 3551 m |
| Hochvernagtspitze  | 3531 m |
| Schalfkogel        | 3510 m |
| Hochwilde          | 3480 m |
| Seekogel           | 3358 m |
| Glockturm          | 3356 m |